# Mikijirō Hira
Mikijirō Hira (平幹二朗, Hira Mikijirō) est un acteur japonais né le 21 novembre 1933 et mort le 23 octobre 2016.

## Biographie
Mikijirō Hira commence sa carrière d'acteur au théâtre dans les années 1950, au sein de la compagnie Haiyuza (劇団俳優座, Gekidan Haiyūza). Sur scène, il apparait souvent dans des pièces de William Shakespeare.
Il commence sa carrière au cinéma en 1960 dans Shinran sous la direction de Tomotaka Tasaka. Mikijiro Hira est un acteur éclectique, capable de travailler pour des metteurs en scène reconnus tels que Keita Asari et Hideki Noda aussi bien que sous la direction de réalisateurs fantasques comme Takashi Miike ou Seijun Suzuki.
Mikijirō Hira reste actif jusqu'à la fin de sa vie, au moment de sa mort, il interprète le rôle de Sōichirō Takada dans le drama Cain and Abel. Il meurt le 23 octobre 2016 à son domicile dans l'arrondissement de Setagaya à Tokyo.
Il est le conjoint de l'actrice Yoshiko Sakuma de 1970 jusqu'à leur divorce en 1984, et il est le père de l'acteur Takehiro Hira.

## Filmographie partielle

### Cinéma
- 1960 : Shinran (親鸞?) de Tomotaka Tasaka : Benkai
- 1961 : Le Plus Petit Guerrier (安寿と厨子王丸, Anju to zushiōmaru?) de Yūgo Serikawa et Taiji Yabushita : Jirō, le fils aîné (voix - film d'animation)
- 1962 : Le Révolté (天草四郎時貞, Amakusa shiro tokisada?) de Nagisa Ōshima : Matsukura Katsuie
- 1962 : Osho, le joueur d'échecs (王将, Ōshō?) de Daisuke Itō : Sekine
- 1963 : Dix mille ryos pour cette tête (この首一万石, Kono kubi ichimangoku?) de Daisuke Itō
- 1963 : À deux sabres (宮本武蔵 二刀流開眼, Miyamoto Musashi: Nitōryū kaigen?) de Tomu Uchida : Yoshioka Denshichiro
- 1963 : Showa Kyokakuden (昭和侠客伝?) de Teruo Ishii
- 1964 : Seul contre tous à Ichijoji (宮本武蔵 一乗寺の決斗, Miyamoto Musashi: Ichijōji no kettō?) de Tomu Uchida : Yoshioka Denshichiro
- 1964 : Les Trois Samouraïs hors-la-loi (三匹の侍, Sanbiki No Samurai?) de Hideo Gosha : Einosuke Kikyo
- 1964 : Le Grand Attentat (大殺陣, Dai satsujin?) d'Eiichi Kudō
- 1964 : Le Contour de la nuit (夜の片鱗, Yoru no henrin?) de Noboru Nakamura : Eiji Kitami
- 1964 : La Légende de Zatoïchi : La Lettre (座頭市関所破り, Zatōichi sekisho yaburi?) de Kimiyoshi Yasuda : Gōnosuke
- 1965 : Fantômes japonais (四谷怪談, Yotsuya kaidan?) de Shirō Toyoda : Yomoshichi Satō
- 1965 : Le Sabre de la bête (獣の剣, Kedamono no ken?) de Hideo Gosha : Yuuki Gennosuke
- 1966 : Le Sang du damné (五匹の紳士, Gohiki no shinshi?) de Hideo Gosha
- 1966 : Danryu (暖流?) de Yoshitarō Nomura : Yuzo Hibiki
- 1966 : Le Visage d'un autre (他人の顔, Tanin no kao?) de Hiroshi Teshigahara : un psychiatre
- 1966 : Ohana han (おはなはん?) de Yoshitarō Nomura : le capitaine Ijūin
- 1967 : Sekishun (惜春?) de Noboru Nakamura : Kenkicki Katsuma
- 1967 : Poésie lyrique de la Chikuma (千曲川絶唱, Chikumagawa zesshō?) de Shirō Toyoda
- 1967 : Portraits de Chieko (智恵子抄, Chieko-shō?) de Noboru Nakamura : Ishii
- 1968 : Horus, prince du Soleil (太陽の王子　ホルスの大冒険, Taiyō no ōji : Horus no daibōken?) d'Isao Takahata : Grunwald (voix)
- 1969 : Chō kōsō no akebono (超高層のあけぼの?) de Hideo Sekigawa
- 1969 : Nuée d'oiseaux blancs (千羽鶴, Senba zuru?) de Yasuzō Masumura : Kikuji Mitani
- 1976 : Au bord de l'eau, années Tenbo (天保水滸伝 大原幽学, Tenpo suiko-den: ohara yugaku?) de Satsuo Yamamoto : Yugaku Ohara
- 1977 : Utamaro: Yume to shiriseba (歌麿 夢と知りせば?) d'Akio Jissōji : Yume no ukihashi
- 1981 : L'Affaire Shimoyama (日本の熱い日々 謀殺・下山事件, Nihon no atsui hibi bōsatsu: Shimoyama jiken?) de Kei Kumai : Okuno
- 1982 : Kyōdan (凶弾?) de Toru Murakawa : Takeda
- 1982 : Yūkai hōdō (誘拐報道?) de Shun'ya Itō : Kenmochi
- 1983 : Amagi goe (天城越え?) de Haruhiko Mimura : Kenzo Onodera
- 1983 : Nihonkai daikaisen: Umi yukaba (日本海大海戦 海ゆかば?) de Toshio Masuda : l'Empereur Meiji
- 1984 : Irodori-gawa (彩り河?) de Haruhiko Mimura : Seijiro Igawa
- 1985 : La Table vide (食卓のない家, Shokutaku no nai ie?) de Masaki Kobayashi : Kawabe
- 1985 : Sōshun monogatari (早春物語?) de Shin'ichirō Sawai : Takenaka
- 1988 : Teito monogatari (帝都物語?) d'Akio Jissōji : Yasumasa Hirai
- 2001 : Pistol Opera (ピストルオペラ, Pisutoru opera?) de Seijun Suzuki : Goro Hanada
- 2001 : Zuiketsu gensō: Tonkararin yume densetsu (隧穴幻想 トンカラリン夢伝説?) de Takashi Miike
- 2005 : Azumi 2: Death or Love ((あずみ2 Death or Love, Azumi Tsū Desu oa Rabu'?) de Shūsuke Kaneko : Masayuki Sanada
- 2005 : Princess Raccoon (オペレッタ狸御殿, Operetta tanuki goten?) de Seijun Suzuki : Azuchi Momoyama
- 2011 : Ninja Kids (忍たま乱太郎, Nintama Rantarō?) de Takashi Miike : Okawa
- 2009 : Goemon (五右衛門, Goemon?) de Kazuaki Kiriya : Sen no Rikyū
- 2010 : 13 Assassins (十三人の刺客, Jūsannin no Shikaku?) de Takashi Miike : Sir Doi
- 2011 : Kumo no ito (蜘蛛の糸?) de Masatoshi Akihara
- 2013 : Kamikaze, le dernier assaut (永遠の0, Eien no zero?) de Takashi Yamazaki
- 2014 : Entaku (円卓 こっこ、ひと夏のイマジン?) d'Isao Yukisada

### Télévision
- 2016 : Cain and Abel (série TV) : Sōichirō Takada

### Doublage
- 1968 : Horus, prince du Soleil (太陽の王子 ホルスの大冒険, Taiyō no ōji : Horus no daibōken?) d'Isao Takahata : voix de Grundwald

## Récompenses et distinctions
- 1998 : Médaille au ruban pourpre
- 2005 : Prix Kinokuniya
- 2013 : Prix Mainichi des arts